# Schizaphis mali
Schizaphis mali är en insektsart. Schizaphis mali ingår i släktet Schizaphis och familjen långrörsbladlöss. Inga underarter finns listade i Catalogue of Life.